# Prosoplus basimaculatus
Prosoplus basimaculatus är en skalbaggsart som beskrevs av Stefan von Breuning 1938. Prosoplus basimaculatus ingår i släktet Prosoplus och familjen långhorningar. Inga underarter finns listade i Catalogue of Life.